# Skovspurv
Skovspurven (Passer montanus) er en spurv i ordenen af spurvefugle. Oprindeligt var den udbredt i Europa og Asien, men er siden indført til Nordamerika, Australien og New Zealand. Skovspurven er i Danmark næsten lige så almindelig en ynglefugl som gråspurv. Den er dog mere sky og lever i skovbryn og større haver og parker, og ikke i byernes tætte bebyggelser. Skovspurven lever i langt mindre grad af korn end gråspurven, oftere af insekter eller frø fra vilde planter, især pileurt.

## Udseende og stemme
Skovspurv måler omkring 14,5 centimeter, og fjerdragten er normalt ens for de to køn. Den forvekles ofte med hannen af den lidt større gråspurv og kendes bedst fra denne ved sin sorte kindplet og kastanjebrune isse. Skovspurvens farver er desuden generelt klarere, vingerene har dobbelt hvide aftegninger, ligesom kroppen er slankere.
Sangen minder om gråspurvens, men består af kortere og mere hårde lyde, der af forfatteren Benny Génsbøl er blevet gengivet som "sjik" eller "sju", mens gråspurvens almindeligste lyd er et længere "sjirp".

## Galleri
- Skovspurven er en meget social fugl og har som udgangs-punkt ingen problemer med at holde sammen ved et fuglebræt.
- En voksen og to unger.
- Passer montanus' æg.